# 永康市第三中学
永康市第三中学是中国浙江省永康市的一所初级中学。永康市第三中学创办于1981年8月，前身为永康城关镇初级中学，1985年搬迁至占地21.7亩的现校址。